# Sarpsborg
Sarpsborg is een stad en gemeente in de Noorse provincie Østfold. De gemeente telde 55.127 inwoners in januari 2017.

## De stad

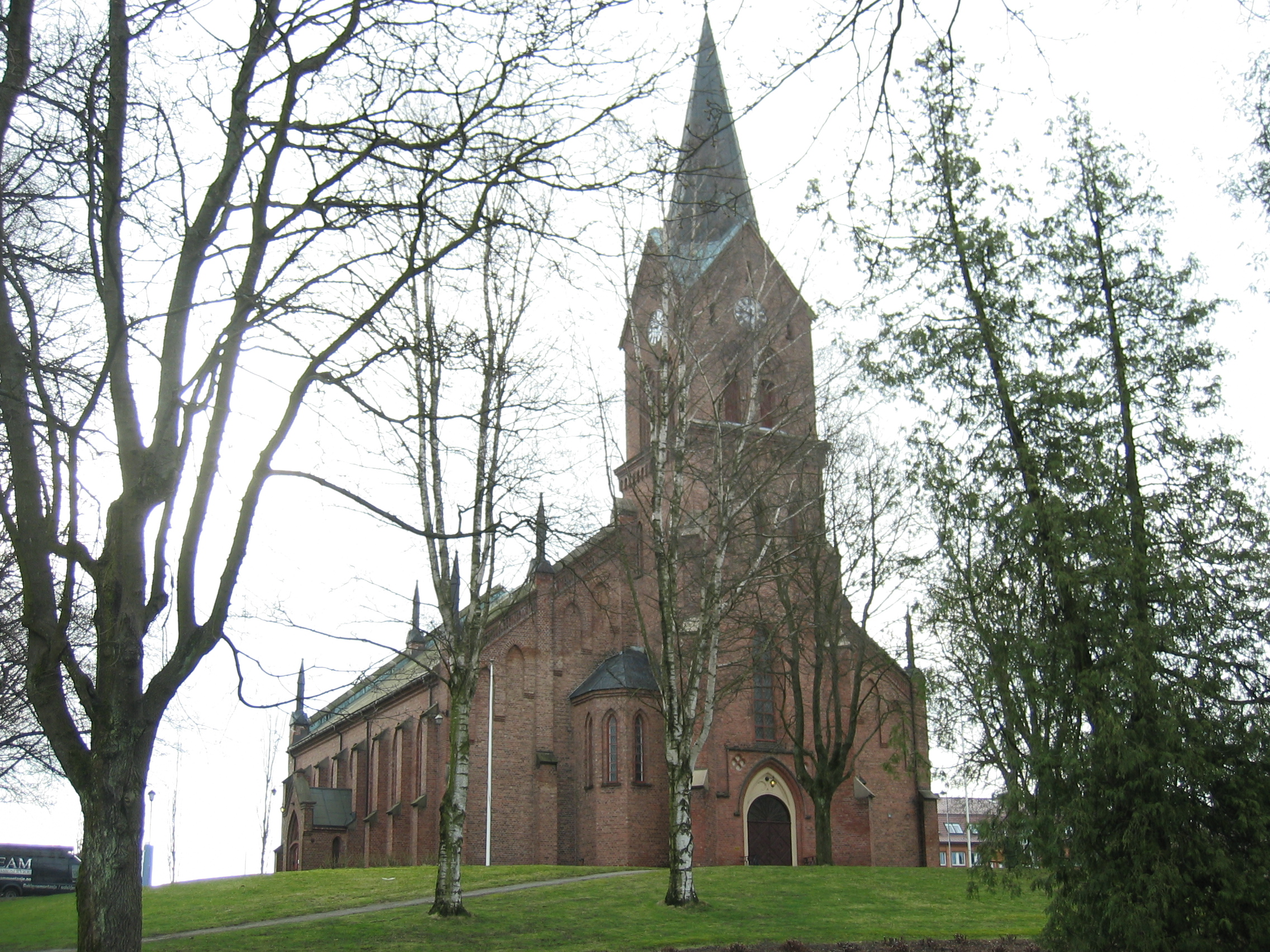
kerk van Sarpsborg uit 1863

Sarpsborg was de hoofdstad van de voormalige provincie Østfold. De geschiedenis van de stad gaat terug tot 1016, toen Olaf II hier een burcht bouwde. Sarpsborg was tot 1030 de feitelijke hoofdstad van het land. De oorspronkelijke stad werd in 1567 verplaatst naar het zuiden en hernoemd naar de Noors-Deense koning Frederik II. Het huidige Sarpsborg kreeg in 1839 opnieuw de status van  stad.  In 1992 werd de stadgemeente uitgebreid door de toevoeging van de gemeenten Tune, Varteig en Skjeberg.

## Plaatsen in de gemeente
- Ise
- Jelsnes
- Skjeberg
- Stikkaåsen
- Ullerøy
- Varteig

## Partnersteden
- Bethlehem, Palestina
- Berwick-upon-Tweed, Engeland, sinds 1990
- Forssa, Finland
- Grand Forks, Verenigde Staten
- Södertälje, Zweden
- Struer, Denemarken

## Geboren
- Oscar Torp (1893-1958), politicus
- Asbjørn Halvorsen (1898-1955), voetballer en voetbaltrainer
- Bjørn Spydevold (1918-2002), voetballer en voetbaltrainer
- Asbjørn Hansen (1930), voetballer
- Bent Skammelsrud (1966), voetballer
- Thomas Myhre (1973), voetballer
- Jan-Are Larsen (1976), golfer
- Ragnhild Aamodt (1980), handbalster
- Alexandra Engen (1988), Zweeds mountainbikester

Aremark · Fredrikstad · Halden · Hvaler · Indre Østfold · Marker · Moss · Råde · Rakkestad · Sarpsborg · Skiptvet · Våler

Voormalige gemeentes: Askim · Eidsberg · Hobøl · Rømskog · Rygge · Spydeberg · Trøgstad